# Vladimir Polyakov
Pour les articles homonymes, voir Poliakov.
Vladimir Polyakov (en russe : Владимир Поляков, Vladimir Poliakov), né le 17 avril 1960, est un athlète soviétique puis russe spécialiste du saut à la perche.

## Carrière
Concourant sous les couleurs de l'Union soviétique dès la fin des années 1970, Vladimir Polyakov remporte la médaille d'argent des Championnats d'Europe en salle de 1980 avec la marque de 5,60 m, devancé au nombre d'essais par son compatriote Konstantin Volkov. Le 26 juin 1981 à Tbilissi, il établit un nouveau record du monde de la discipline avec 5,81 m, améliorant d'un centimètre la meilleure marque planétaire établie une semaine auparavant par le Français Thierry Vigneron.
En 1982, le Soviétique monte sur la deuxième marche du podium des Championnats d'Europe d'Athènes, s'inclinant au nombre d'essais face à son compatriote Aleksandr Krupskiy (5,60 m). En début de saison 1983, Vladimir Polyakov s'adjuge le titre des Championnats d'Europe en salle se déroulant à Budapest. Auteur de 5,60 m en finale, il devance notamment son compatriote Aleksandrs Obižajevs. Il est dépossédé de son record du monde le 28 août 1983 par le Français Pierre Quinon qui réalise 5,82 m à Cologne.

## Palmarès
| Date | Compétition                    | Lieu         | Place | Marque |
| ---- | ------------------------------ | ------------ | ----- | ------ |
| 1979 | Championnats d'Europe juniors  | Bydgoszcz    | 1er   | 5,40 m |
| 1980 | Championnats d'Europe en salle | Sindelfingen | 2e    | 5,60 m |
| 1981 | Championnats d'Europe en salle | Grenoble     | 7e    |        |
| 1981 | Universiade                    | Bucarest     | 2e    | 5,70 m |
| 1982 | Championnats d'Europe          | Athènes      | 2e    | 5,60 m |
| 1983 | Championnats d'Europe en salle | Budapest     | 1er   | 5,60 m |